# Юхимович, Остап Игоревич
Остап Игоревич Юхимович (укр. Остап Ігорович Юхимович; род. 3 июля 1976, Львов, Украинская ССР) — украинский дипломат.

## Биография
Родился 3 июля 1976 года во Львове.
С 2004 по 2008 год — Временный поверенный в делах Украины в Швейцарской Конфедерации.
С 2004 по 2008 год — Временный поверенный в делах Украины в Княжестве Лихтенштейн по совместительству.
С 2008 по 2010 год — референт Президента Украины.
С 2014 по 2018 год — Временный поверенный в делах Украины в Швейцарской Конфедерации и в Княжестве Лихтенштейн по совместительству.

## Дипломатический ранг
Советник.